# لیگ ال‌ان‌بی
لیگ ال‌ان‌بی (انگلیسی: Ligue Nationale de Basket) بدنه اصلی لیگ ملی بسکتبال فرانسه است که به دو بخش پرو آی و پرو ب تقسیم می‌شود. لیگ ال ان بی در سال ۱۹۸۷ تأسیس شد.